# Sarah Thompson
Sarah Thompson (Los Angeles, 25 oktober 1979) is een Amerikaans actrice. Ze maakte in 1997 haar acteerdebuut als Beth in de dramagilm The Ice Storm.

## Acteerloopbaan
Thompson verscheen tussen 1997 en 2006 voornamelijk in televisieseries, zoals met eenmalige gastrollen in As the World Turns, The Sopranos en The Division. Er waren langere rollen voor haar weggelegd in Boston Public (acht afleveringen), Angel (tien afleveringen) en 7th Heaven (24 afleveringen). Tussendoor verscheen Thompson sporadisch in films, in betrekkelijk kleine rolletjes, zoals in Cruel Intentions 2 (2000) en Malibu's Most Wanted (2003).
Thompson kreeg haar eerste hoofdrol in de komische film The Pink Conspiracy in 2007. Sindsdien verschijnt ze met enige regelmaat op het witte doek.

## Privé
Thompson trouwde op 28 juli 2007 met acteur Brad Kane. Ze heeft twee jongere zusjes, Anne en Elizabeth.

## Trivia
In The Pink Conspiracy speelde ze evenals in Angel samen met actrice Mercedes McNab.

## Filmografie
*Exclusief televisiefilms
- A Nanny for Christmas (2010)
- Raajneeti (2010)
- Brooklyn's Finest (2009)
- A Christmas Proposal (2008)
- Broken Windows (2008)
- Hansie: A True Story (2008)
- Babysitter Wanted (2008)
- Break (2008)
- Dear Me (2008)
- Brutal (2007)
- The Pink Conspiracy (2007)
- L.A. Twister (2004)
- Malibu's Most Wanted (2003)
- Cruel Intentions 2 (2000)
- A Wake in Providence (1999)
- The Ice Storm (1997)

### Televisieseries
*Exclusief eenmalige gastrollen
- Boston Public - Dana Poole (2000-2002)
- Line of Fire - Bambi (2003-2004)
- Angel - Eve (2003-2004)
- 7th Heaven - Rosanna "Rose" Taylor (2005-2006)

- Bibliothèque nationale de France: cb14233003f (data)
- Gemeinsame Normdatei: 1208654365
- International Standard Name Identifier: 0000 0003 6223 3531
- Library of Congress Control Number: no2008172311
- Virtual International Authority File: 225421191
- WorldCat: E39PBJtCxVVMYwwYYrbYjkxqwC